# ديڤاكي

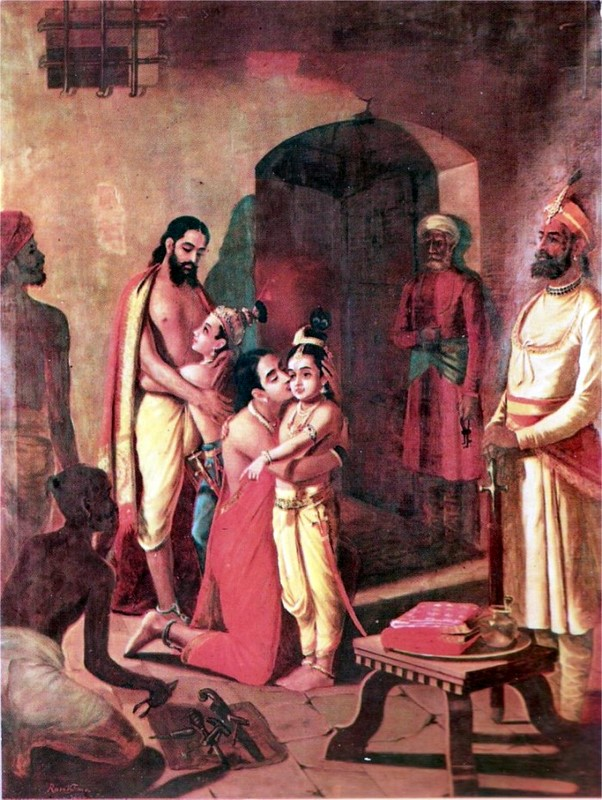
كريشنا وبالاراما يلتقيان والديهما

ديڤاكي देवकी في الهندوسية هي زوجة ڤاسوديڤا وأم كريشنا وبالاراما. كانت بنت ديڤاكا الأخ الأصغر لملك ماثورا واسمه أوگراسنا.

## في الأسطورة
سجن كامسا (وهو أخوها غير الشقيق) ديڤاكي مع زوجها بسبب نبوءة أن أحد أبنائهما سيقتله، ومن ثم قتل كامسا ستة من أولادهما. أما السابع وهو بالاراما فهرب من الموت بانتقاله لرحم امرأة أخرى، بينما وُضعت بنت (هي تجسد للإلهة يوگا نيدرا أو مايا) في رحم ديفاكي. أما الابن الثامن وهو كريشنا (تجسد لفيشنو) فولد في منتصف الليل وأخذه فاسوديفا ليربيه ناندا وياسودا في قرية گوكول المجاورة. يعتقد أن كريشنا لم يولد من اتصال جنسي بين ديفاكي وفاسوديفا، لكنه انتقل إلى رحم ديفاكي. بعد أن علم كامسا أن كريشنا هرب حيا قام بتحرير ديفاكي وفاسوديفا وعاشا في ماثورا. ولدت زوجة فاسوديفا الثانية روهيني بنتا اسمها سوبهادرا تزوجها أرجونا وأصبحت أم أبهيمانيو، ثم انتقلا إلى دواراكا مع سكان ماثورا الآخرين.